# Symphonie no 3 de Fibich
Pour les articles homonymes, voir Symphonie nº 3.
La Symphonie no 3 en mi mineur, op. 53, Hud. 324, est la dernière des trois symphonies de maturité du compositeur tchèque Zdeněk Fibich. Elle a été écrite en 1898. Son exécution prend environ 35-40 minutes.

## Historique
Peu de temps après sa Deuxième symphonie (1892), Zdeněk Fibich a commencé à écrire une nouvelle symphonie en sol majeur dédiée à son amour et muse, Anežka Schulzová, mais après 186 mesures, il a interrompu son travail, insatisfait de sa forme. Il s'est arrêté d'écrire dans le domaine de la symphonie pendant un certain temps. Les années 1893-1897 ont été occupées par le travail acharné sur la trilogie  d'opéras Bouře (La Tempête) (1893-94, op. 40), Hedy (1894-95, op. 43) et Šárka (1896-97, op. 51). Ce n'est qu'en 1898, pendant sa convalescence, après avoir surmonté une maladie dangereuse, qu'il se met au travail sur une nouvelle symphonie. L'inspiration principale est sa relation avec Anežka Schulzová et, là encore, un certain nombre de motifs proviennent du cycle continuellement complété de compositions pour piano Atmosphères, impressions et souvenirs (3e série), mais ceux-ci sont plus systématiquement adaptés au style symphonique et le ton général du la symphonie est plus sobre et mature.
La symphonie a été achevée le 19 juillet 1898. Le compositeur l'a dédiée au célèbre chef d'orchestre allemand Hans Richter, qui s'était auparavant intéressé à l'œuvre symphonique de Fibich. Elle a été jouée pour la première fois à Prague par l'Orchestre philharmonique tchèque le 7 mars 1899 sous la direction du compositeur.
La Troisième symphonie est restée la dernière de Fibich. En 1899, il commença à travailler sur une autre symphonie en la majeur, dont le motif principal était l'amour du compositeur pour la montagne des Alpes, mais ce travail a été interrompu par la mort de Fibich le 15 octobre 1900.
Il existe une réduction de la symphonie pour piano à 4 mains, faite vers 1898.

## Structure de la symphonie
La Troisième symphonie poursuit le lyrisme subjectif et passionné de Fibich et, à cet égard, fait suite à l'opéra Šárka, qui la précède immédiatement. En même temps, cependant, il est une étape à la fois sur la discipline et la concentration progressives de l'expression et sur le développement ultérieur de l'art instrumental du compositeur. Le spécialiste de la musique de Fibich, Jaroslav Jiránek, voit également dans cette symphonie une œuvre programmatique, « une chanson sur la vie vue par un maître mûr ».

### 1ermouvement  (Allegro inquieto)
Le premier mouvement utilise un seul thème, et est donc une pièce unique et purement monothématique dans l'œuvre de Fibich. Ce thème est épique, souligné par une figure de basse permanente, et en même temps une ballade (Jiránek : "comme si un rhapsode folklorique racontait"). Le thème est mouvementé dans le détail, subit des variations et est interrompu par une série de courts épisodes.
Durée du 1er mouvement : environ 11 minutes

### 2emouvement (Allegro con fuoco - Adagio)
Le thème principal, dramatique et même sévère est tiré de Mood No. 208, illustrant le conflit entre Fibich et Anežka Schulzová causé par la jalousie du compositeur. Suit le deuxième thème (Adagio), basé cette fois sur l'Impression n°53 intitulée La bouche d'Agnès : c'est un dialogue amoureux d'êtres aimants conscients des pièges du vivre ensemble.
Durée du 2e mouvement : environ 8 minutes 30

### 3emouvement (Scherzo: Vivo e grazioso - Trio: Andante con moto)
Le troisième mouvement est fantasque et joyeux, le caractère populaire est complété par la stylisation de la polka. La partie médiane avec un thème secondaire (Andante con moto) sonne à la manière de Dvořák et ressemble typiquement aux Atmosphères, impressions et souvenirs de Fibich, bien qu'il n'y ait pas de relation directe avec ces pièces.
Durée du 3e mouvement : environ 8 minutes 30

### 4emouvement (Allegro maestoso - Allegro vivace)
Le finale en forme de sonate ample passe par de nombreux états d'âme : de l'introduction de la ballade au thème principal de la polka, qui semble d'abord hésitant, interrompu par des passages lyriques basés sur les pièces de Atmosphères, impressions et souvenirs, à un retour vif et joyeux au thème principal, qui mène à la conclusion finale.
Durée du 4e mouvement : environ 11 minutes

## Enregistrements
À l'heure actuelle, les enregistrements suivants sont disponibles sur des supports musicaux (CD) :
- 1950, chef d'orchestre Karel Šejna, Czech Philharmonic. Enregistrement Supraphon sorti à plusieurs reprises sur LP et CD, le plus récemment dans un ensemble de symphonies Fibich comme SU 3618-2 902
- 1981, chef d'orchestre Jiří Bělohlávek, Philharmonie d'État de Brno, Supraphon 32CO-1256 (11 0657-2 011)

1993, direction Gerd Albrecht, Czech Philharmonic, Orfeo C350951A
- 1994, chef d'orchestre Neeme Järvi, Orchestre symphonique de Détroit. Un enregistrement de Chandos, sorti pour la dernière fois dans un ensemble de symphonies de Fibich sous le numéro 9682 (2)

Il existe également d'autres enregistrements inédits, tels que les enregistrements radio de l'Orchestre symphonique de la radio tchécoslovaque / tchèque à Prague avec les chefs Martin Turnovský (1962) [4], Josef Hrnčíř (1974) et Stanislav Bogunia (1999).